# Joseph Legros
Joseph Legros (Monampteuil, 7 de setembre de 1739 – La Rochelle, 20 de desembre de 1793) fou un tenor francès.
Infant de cor en la catedral de Laon, es distingí per la seva bella veu, de manera que el director de l'òpera de París el feu debutar en aquest teatre el 1764 amb l'òpera de Gluck, Orfeu i Eurídice, una de les obres en què assolí més grans èxits. També es dedicà a la composició, i se li deu la música, escrita en col·laboració amb Léopold-Bastien Desormery, d'Hylas et Eglé, obra que es representà a l'òpera parisenca.